# Kazimierz Załęski
Kazimierz Załęski ps.„Grot” „Bończa” (ur. 24 stycznia 1919 w Radomiu, zm. 10 listopada 2009 w Kielcach) – generał brygady Wojska Polskiego, dowódca oddziałów partyzanckich NSZ i AK, więzień okresu stalinowskiego, honorowy prezes Światowego Związku Żołnierzy AK, prezes honorowy Stowarzyszenia Orląt Armii Krajowej w Kielcach.  

## Spór o pochodzenie pseudonimu „Bończa”
W licznych publikacjach prasowych i popularyzatorskich pojawia się informacja, jakoby Kazimierz Załęski przyjął pseudonim „Bończa” na cześć swojego dziadka, którym miał być Konrad Antoni Błaszczyński – powstaniec styczniowy z 1863 roku. Twierdzenie to nie znajduje jednak potwierdzenia w materiałach źródłowych i jest uznawane przez badaczy za element wtórnej legendy biograficznej.
Zespół badawczy przeanalizował genealogię Kazimierza Załęskiego w czterech pokoleniach wstecz. Wśród nazwisk jego przodków znajdują się: Załęcki, Szczygłowska, Łazowski, Sukańska, Grajewski, Solska, Rutkowski i Kuliszewska. W badanym materiale brak jest jakichkolwiek powiązań z nazwiskami Błaszczyński, Ritterband, Kozłowski, Tomaszewski czy Bogdanowicz, które pojawiają się w kontekście życiorysu Konrada Błaszczyńskiego.
Dodatkowo, znane są dokładne daty życia obu postaci: Konrad Antoni Błaszczyński urodził się w 1835 roku i zmarł bezpotomnie w 1863 roku w wieku 28 lat. Jego zgon został odnotowany w księgach parafii Nawarzyce jako śmierć kawalera, co wyklucza możliwość posiadania potomstwa. Kazimierz Załęski urodził się natomiast w 1919 roku – 56 lat po śmierci Błaszczyńskiego – co wyklucza pokrewieństwo zarówno w linii prostej, jak i bocznej.
Z uwagi na brak dowodów genealogicznych oraz rozbieżności czasowe, twierdzenia o rodzinnym pokrewieństwie Załęskiego z Błaszczyńskim należy uznać za nieuzasadnione. Informacje te pojawiają się wyłącznie w relacjach wtórnych – takich jak noty kombatanckie, artykuły prasowe czy popularne biogramy – i nie mają podstaw w źródłach historycznych.

### Geneza pseudonimu
Sprawa karna o sygn. akt IV K.23/51 prowadzona była w latach 1950–1951 przez Sąd Wojewódzki w Łodzi. Akta tej sprawy, zachowane w Instytucie Pamięci Narodowej pod sygnaturą IPN GK 310/10 (SWŁ 10), dotyczą postępowania przeciwko Janowi Hubertowi Stanisławowi Łozińskiemu i innym osobom, powiązanym z działalnością podziemia narodowego w okresie II wojny światowej i tuż po niej.

### Tło sprawy
Według akt sprawy, jesienią 1943 roku Kazimierz Załęski nawiązał kontakt z Komendą Okręgu Narodowych Sił Zbrojnych (NSZ) na terenie Radomia. Został skontaktowany z inspektoratem dowodzonym przez osobę o pseudonimie „Tom” — był nim Hubert Jura, jedna z bardziej kontrowersyjnych postaci konspiracji narodowej.
„Tom” zapoznał Załęskiego z celami i strukturą oddziałów dywersyjnych działających pod kryptonimami „Las 1” i „Las 2”, funkcjonującymi na obszarze powiatów opoczyńskiego i koneckiego. Jura nadał Załęskiemu nowy pseudonim – „Bończa” – i mianował go dowódcą nowo utworzonego oddziału „Las 3”.
Zgodnie z otrzymanymi instrukcjami, Załęski zorganizował oddział złożony z członków tzw. „szarych szeregów”. W lutym 1944 roku, jego grupa — licząca około 20 uzbrojonych osób — dołączyła do struktur „Las 1” i „Las 2”, działających nadal pod rozkazami „Toma”.
Kazimierz Załęski początkowo posługiwał się pseudonimem „Grot”. 

## Życiorys
Ukończył Wołyńską Szkołę Podchorążych Rezerwy Artylerii we Włodzimierzu Wołyńskim. Zmobilizowany, w sierpniu 1939 roku, wraz z plutonem z dwiema haubicami kaliber 100 mm, którym dowodził i 28 pułkiem artylerii lekkiej, w której był składzie został wysłany nad rzekę Prosnę, nad ówczesną granicę z Niemcami.
Walczył przez całą kampanię wrześniową 1939 roku. Po kapitulacji Warszawy w konspiracji w Radomiu. W obawie przed aresztowaniem uciekł do lasu. Tam trafił na oddział NSZ „Kamień”, z którym doszedł w okolice Piotrkowa, gdzie namówił żołnierzy do przejścia do Armii Krajowej. Został dowódcą Oddziału Partyzanckiego Bończa, a następnie 2 kompanii 25 pp AK. Dowodził udaną zasadzką, która rozpoczęła słynną bitwę pod Diablą Górą. Był cenionym i lubianym przez podwładnych dowódcą.
Po wojnie był więziony przez ponad 5 lat, a później represjonowany. Działał w organizacjach kombatanckich i charytatywnych. Zasłużył się stawianiem tablic pamiątkowych i obelisków w regionie piotrkowskim i opoczyńskim, upamiętniających czyn zbrojny żołnierzy AK. W 2007 został Honorowym Obywatelem Piotrkowa Trybunalskiego.
W dniu 24 kwietnia 2008 roku Prezydent RP, Lech Kaczyński mianował go na stopień wojskowy generała brygady.
Był autorem wspomnień opublikowanych w czasopiśmie KurieR – Kultura i Rzeczywistość.
26 listopada 2009 roku został pochowany w Kwaterze partyzantów 25 pułku piechoty Armii Krajowej na cmentarzu w Żarnowie.

### Spór o pochówek Kazimierza Załęskiego ps. „Bończa”
Kazimierz Załęski ps. „Bończa”, były oficer Armii Krajowej i żołnierz 25 Pułku Piechoty AK, został pochowany 26 listopada 2009 roku w kwaterze wojennej 25 Pułku Piechoty AK na cmentarzu parafialnym w Żarnowie (woj. łódzkie). Pochówek odbył się bez wymaganych zgód administracyjnych.
Zgodnie z obowiązującym prawem, w szczególności Ustawą z dnia 28 marca 1933 r. o grobach i cmentarzach wojennych (Dz.U. 1933 nr 39 poz. 311) oraz przepisami wykonawczymi, pochówki w kwaterach wojennych mogą dotyczyć wyłącznie osób poległych w działaniach wojennych. Nowe pochówki w takich miejscach wymagają zgody wojewody i uzgodnień z właściwym ministrem.
Sprawa pochówku generała Załęskiego jest przedmiotem postępowania wyjaśniającego prowadzonego przez właściwe organy administracji publicznej.

## Odznaczenia i wyróżnienia
- Krzyż Srebrny Orderu Virtuti Militari[4][5]
- Krzyż Komandorski Orderu Odrodzenia Polski (2008)[6]
- Krzyż Oficerski Orderu Odrodzenia Polski[4][5]
- Krzyż Walecznych (trzykrotnie)[4]
- Krzyż Armii Krajowej[4][5]
- Krzyż Partyzancki[4][5]
- Krzyż Kampanii Wrześniowej[4][5]
- Medal Wojska[5]
- Medal „Za udział w wojnie obronnej 1939”
- Złoty Medal „Opiekun Miejsc Pamięci Narodowej”[4]
- Odznaka za Rany i Kontuzje
- Odznaka pamiątkowa Akcji „Burza”[4]
- Krzyż Więźnia Politycznego[4][5]
- Honorowy obywatel Piotrkowa Trybunalskiego[7]
- Honorowy obywatel Przysuchy[7]
- Honorowy obywatel Żarnowa[7]
- Nagroda Kongresu Polonii w Szwecji[7]
- Tytuł Zasłużonego Dla Powiatu Opoczyńskiego[7]
- Nagroda Miasta Kielce (2004)[7]
- Medal Bene Merenti Civitas Radomiensis[7]